# Польове (Корюківський район)
Польове́ — село в Україні, у Сосницькій селищній громаді Корюківського району Чернігівської області. Населення становить 63 осіб. До 2020 орган місцевого самоврядування — Бутівська сільська рада.

## Історія
12 червня 2020 року, відповідно до розпорядження Кабінету Міністрів України № 730-р «Про визначення адміністративних центрів та затвердження територій територіальних громад Чернігівської області», увійшло до складу Сосницької селищної громади.
19 липня 2020 року, в результаті адміністративно-територіальної реформи та ліквідації Сосницького району, увійшло до складу Корюківського району Чернігівської області.